# ネオ アンジェリーク
『ネオ アンジェリーク』は、2006年3月4日にコーエーから発売された女性向け恋愛アドベンチャーゲーム。ネオロマンスシリーズの4作目。キャラクターデザインはアンジェリークシリーズと同じく由羅カイリ。
完全フルボイス化し、新規スチル・イベントなどの要素を追加した『ネオ アンジェリーク フルボイス』が2008年3月27日に発売された。また、フルボイス版を元にしたPlayStation Portable版『ネオ アンジェリーク Special』が2008年9月20日に発売された。従来のキャラクターに加え、新キャラクター4人のイベントが追加されている。
2008年4月6日から同年9月28日まで、テレビアニメが放送された。
2017年12月7日には続編の『ネオ アンジェリーク 天使の涙』が発売された。キャラクターデザインは紫真依。前作『Special』にて登場のキャラクターの他、新キャラクターが1人追加された。

## ゲーム内容
「アルカディア」を舞台に、主人公アンジェリークが「オーブハンター」となって4人の男性たちと共に魔物「タナトス」・魔神「エレボス」と戦っていくストーリー。ゲームシステムはオーブハンターとして様々な依頼を受け、色々な場所に行きイベントをこなしたり戦闘をしたりするRPG色の強いものになっている。
続編の「ネオ アンジェリーク 天使の涙」では、前作の事件から2年後の世界を描く。

## 登場キャラクター

### メインキャラクター
アンジェリーク（デフォルト名）
声 - 遠藤綾（※アニメ・ドラマCDのみ）
主人公。16歳。メルローズ女学院に通う両親と同じ医者になることを目標に勉学に励む少女。幼いころ、「タナトス」の襲撃によって両親をなくしている。控えめだが高い慈愛の精神を持つ心優しい性格で、芯はとても強い。ある出来事により、タナトスを完全に浄化できる能力がある事をニクスに認められ、レインと共に彼の住む「陽だまり邸」に居を移し、オーブハンターとして戦う事になる。女性初の浄化能力者として財団から目をつけられている。名前・あだ名は自由に変更可能。
レイン
声 - 高橋広樹
クールな若き天才学者。18歳。とある町で研究者として働いていたが、突然出奔しオーブハンターとなる。研究自体は現在も続けているらしく、イベントや会話などでその様子を窺い知る事ができる。常に冷静な思考で物事を判断するが、年相応の少年らしさも持つ。言葉の端々に英単語を使う癖がある。戦闘は銃で戦う。好物はアップルパイ。
ニクス
声 - 大川透 / 幼少時代 - 平田宏美（アニメ）
いつもおだやかで上品で落ち着いた大人の男性。26歳。篤志家兼自身もオーブハンターとして活動。新聞で主人公の浄化能力を見てオーブハンターに勧誘する。オーブハンターの活動拠点となる「陽だまり邸」の所有者。幼い頃から左目が弱く、モノクルを付けている。篤志家の活動からか街ではちょっとした有名人。戦闘は鞭で戦う。実は本当の年齢は高齢に当たるが、自身の体に宿っている違う存在（エレボス）の呪いによって年をとらない体となっている。
ジェイド
声 - 小野坂昌也
純粋で心優しい青年。20歳。アルカディア中を笑顔にする為旅していたが、とある街で主人公達と出会い仲間になる。その優しさゆえ、しばしば女性に誤解されることも。特技はお菓子作り。戦闘はトンファーで戦う。その正体は、古代遺跡から発掘された唯一の人型のアーティファクト。対タナトス用戦闘ロボット＝ジャスパードール（J.D.）である。
ヒュウガ
声 - 小野大輔
硬派で無口な元騎士。22歳。アルカディアから遠く海を隔てた東方キリセの出身。幼い頃に自身に宿る浄化能力を見出され、銀樹騎士団に入る為アルカディアにやってくる。今は教団を離れ、タナトスを退治しつつ旅をしていた所を、主人公達と出会い仲間となる。特技は書と舞。好物はスミレのリキュール。戦闘は槍で戦う。
ルネ
声 - 山口勝平 / 幼少時代 - 高森奈緒（アニメ）
生意気だがどこか謎めいた雰囲気のある少年。15歳。ある条件下で聖都セレスティザムにある銀花の苑に現れる。アンジェリークにいたずらを仕掛けたりと年齢に見合ったお茶目な部分も併せ持つが、時折寂しげな顔を見せる。その正体はセレスティア教団の教団長。アニメ版では教団に属する騎士見習いの設定となっている。
ベルナール
声 - 平川大輔
明るく快活な新聞記者。30歳。アルカディアの首都にある新聞社「ウォードン・タイムス」の記者。主人公達がある依頼を請負中に取材を申し込み、オーブハンターと交流を持つようになる。実は幼い頃の主人公が兄のように慕っていた青年で、主人公が身に付けているロケットペンダントを送ったのも彼である。
マティアス
声 - 楠大典 / 幼少時代 - 浅野まゆみ（アニメ）
セレスティア教団を束ねる教団長。28歳。厳格な聖職者で礼儀を重んじる性格。
エレンフリート
声 - 入野自由
対タナトスの研究をしている科学者の少年。14歳。幼さと残酷な面を併せ持つ。同じ科学者であるレインをライバル視している。
ジェット
声 - 中村悠一
エレンフリートに付き従う青年。20歳。主に財団の裏の仕事をこなす。寡黙であまり他人と関わることをしない。ジェイドとは深い関わりがあるらしい。
ロシュ
声 - 木村良平
金と女好きな情報屋。17歳。普段は神出鬼没で主に水面下から金銭を得ている。
カミーユ
声 - 山下大輝
主人公と似た容姿をしている少年。街で偶然主人公と出会う。新鮮なことや楽しいこと、面白いことに目がなく、性格は人懐っこい。

### サブキャラクター
エルヴィン
声 - あおきさやか（アニメ）
メルローズ女学院に迷い込んだ銀色の毛並みの美しい猫。主人公が拾い飼い主となる。神出鬼没に主人公の後をついて来る。
謎の声
声 - 中村俊洋 / 安元洋貴（アニメ）
主人公の夢に現れる謎の声。行動を指し示す言葉をくれる。
ヨルゴ
声 - 岩崎征実
レインの実の兄であり、財団の理事。財団の力と栄誉の為に主人公の力を欲する。時に非道な行動に出る事も。
ディオン
声 - 中村俊洋
銀樹騎士団の騎士団長。銀樹騎士時代のヒュウガとは共に育った仲間。出奔した彼を今も気に掛けている。
カーライル
声 - 岩崎征実 / 鳥海浩輔（アニメ）
ヒュウガ、ディオンとともに教団で育った元銀樹騎士。力を欲するあまり、自ら財団の新兵器の実験体を希望し、命を落とす。
ハンナ
声 - 石塚さより（ゲーム） / 小林希唯（アニメ）
主人公の親友の一人。大人しそうな清楚な少女。メルローズ女学院で寮生活をしている。
サリー
声 - 斎藤恵理（ゲーム） / 樹元オリエ（アニメ）
主人公のもう一人の親友。明るく元気な少女。メルローズ女学院で寮生活をしている。
リーン
龍族の村・コズで占い師をしている。主人公が訪れると占いをしてくれる。
ロウキ
声 - 小林沙苗（アニメ）
龍族の村・コズの海辺で占い師をしている。リーンには占えない相手が占える。

## テレビアニメ
2008年4月6日から6月29日まで『ネオ アンジェリーク Abyss』（ネオ アンジェリーク アビス）のタイトルで、テレビ東京系およびAT-Xにて放送された。また、第2期『ネオ アンジェリーク Abyss -Second Age-』（ - アビス セカンドエイジ）が2008年7月6日から9月28日まで放送された。
DVD最終巻には「Abyssマルチ恋愛エンディング 〜スウィート エピローグ〜」が収録予定。

### スタッフ
- 原作 - コーエー
- キャラクターデザイン - 由羅カイリ
- コミック原作 - 梶山ミカ
- 監修 - ルビー・パーティー
- 監督 - 片貝慎
- 助監督 - 岩井隆央
- シリーズ構成 - 山田由香
- アニメーションキャラクターデザイン - 藤岡真紀
- サブキャラクターデザイン - 手島典子
- タナトス・メカニックデザイン - 関崎高明
- プロップデザイン - 星野浩一
- 3DCG - 大久保潤一
- 美術監督 - 柴田千佳子
- 色彩設計 - 有尾由紀子
- 撮影監督 - 松崎信也
- 編集 - 西山茂
- 音響監督 - 菊田浩巳
- 音楽 - 七瀬光
- 音楽プロデューサー - 櫻井優香、伊藤涼
- プロデューサー - 妹尾亘、堀切伸二、熊谷拓登、山口聡
- 音楽制作 - ランティス
- アニメーション制作 - ゆめ太カンパニー
- 製作 - ネオ アンジェリーク製作委員会（コーエー、ポニーキャニオン、TYO、ランティス、AT-X、テレビ東京メディアネット）

### 主題歌

#### 第1期
オープニングテーマ「JOY TO THE WORLD」
作詞 - こだまさおり / 作曲・編曲 - 飯塚昌明 / 歌 - オーブハンター4（高橋広樹、大川透、小野坂昌也、小野大輔）（ランティス）
エンディングテーマ「アイアイ傘」
作詞 - zopp / 作曲 - 伊藤心太郎 / 編曲 - h-wonder / 歌 - テゴマス（ジャニーズ・エンタテイメント）
本作品では、EDのみ歌詞が表示されている。

#### 第2期
オープニングテーマ「SILENT DESTINY」
作詞 - こだまさおり / 作曲・編曲 - 飯塚昌明 / 歌 - オーブハンター4（高橋広樹、大川透、小野坂昌也、小野大輔）（ランティス）
エンディングテーマ「片想いの小さな恋」
作詞 - zopp / 作曲 - 北野正人 / 編曲 - 大坪直樹 / 歌 - テゴマス（ジャニーズ・エンタテイメント）
挿入歌「Eternal Green 〜君という永遠」（最終話）
作詞 - こだまさおり / 作曲 - 田村信二 / 編曲 - 百石元 / 歌 - オーブハンター4（高橋広樹、大川透、小野坂昌也、小野大輔）（ランティス）

### 各話リスト
| 話数                                   | サブタイトル              | 脚本                      | 絵コンテ                  | 演出                      | 作画監督                  | 総作画監督                |
| ネオ アンジェリーク Abyss              | ネオ アンジェリーク Abyss | ネオ アンジェリーク Abyss | ネオ アンジェリーク Abyss | ネオ アンジェリーク Abyss | ネオ アンジェリーク Abyss | ネオ アンジェリーク Abyss |
| -------------------------------------- | ------------------------- | ------------------------- | ------------------------- | ------------------------- | ------------------------- | ------------------------- |
| phase.01                               | 奇跡の少女                | 山田由香                  | 片貝慎                    | 榎本守                    | 手島典子                  | 藤岡真紀                  |
| phase.02                               | テーブルの下で            | 山田由香                  | よこた和                  | 福多潤                    | 松浦里美 野田めぐみ       | 藤岡真紀                  |
| phase.03                               | 銀色の騎士                | 藤咲あゆな                | 井硲清高                  | 津田義三                  | 川口弘明                  | 藤岡真紀 つなきあき       |
| phase.04                               | 黒の襲撃                  | 山下憲一                  | 鶴山修                    | 井硲清高                  | つなきあき                | -                         |
| phase.05                               | 決意の旅路                | 大知慶一郎                | 金﨑貴臣                  | 齋藤徳明                  | 児玉亮                    | 藤岡真紀                  |
| phase.06                               | 聖都参詣                  | 加藤陽一                  | 松浦錠平                  | 松浦錠平                  | 曾我篤史                  | 藤岡真紀                  |
| phase.07                               | 幸せの種                  | 藤咲あゆな                | 岡佳広                    | 長尾粛                    | 井上善勝                  | 藤岡真紀                  |
| phase.08                               | ジンクス                  | 山下憲一                  | 加瀬充子                  | 室谷靖                    | 徳田夢之介                | 藤岡真紀                  |
| phase.09                               | ウォードンの休日          | 大知慶一郎                | 井硲清高                  | 岸川寛良                  | 飯飼一幸 鳥山冬美         | 藤岡真紀                  |
| phase.10                               | 時の輪舞曲                | 加藤陽一                  | 細田雅弘                  | 福多潤 高橋英俊           | 松浦里美 高乗陽子         | つなきあき                |
| phase.11                               | 暗雲                      | 藤咲あゆな                | 齋藤徳明                  | 齋藤徳明                  | 児玉亮                    | 藤岡真紀                  |
| phase.12                               | 囚われのアンジェリーク    | 山下憲一                  | 長尾粛                    | 長尾粛                    | 井上義勝                  | つなきあき                |
| phase.13                               | 帰還、そして…             | 山田由香                  | 片貝慎                    | 井硲清高                  | 手島典子                  | 藤岡真紀                  |
| ネオ アンジェリーク Abyss -Second Age- |                           |                           |                           |                           |                           |                           |
| act.01                                 | 失われた光                | 山田由香                  | 堀之内元                  | 水本葉月                  | 徳田夢之介                | 藤岡真紀                  |
| act.02                                 | 邂逅の旋律                | 大知慶一郎                | 志水淳児                  | 富田剛司                  | きみしま幾智              | つなきあき                |
| act.03                                 | 剣をその手に              | 加藤陽一                  | 福多潤                    | 福多潤 高橋英俊           | 松浦里美 野田めぐみ       | つなきあき                |
| act.04                                 | 夢魂の塔                  | 藤咲あゆな                | 柳瀬雄之                  | 柳瀬雄之                  | 仲田瑠美                  | 藤岡真紀                  |
| act.05                                 | マイ・リトル・アンジェ    | 山下憲一                  | 川島宏                    | 布施康之                  | 児玉亮                    | つなきあき                |
| act.06                                 | 聖なる反乱                | 大知慶一朗                | 長尾粛                    | 長尾粛                    | 井上義勝                  | 藤岡真紀                  |
| act.07                                 | 真実の一夜                | 加藤陽一                  | 三原武憲                  | 井硲清高                  | 西村理恵                  | つなきあき                |
| act.08                                 | 少年達の覚悟              | 藤咲あゆな                | 岩間貴                    | 石川敏浩                  | 今里佳子 岡崎洋美 焔萌子  | 藤岡真紀                  |
| act.09                                 | 雪原のtermination         | 山下憲一                  | 細田雅弘 片貝慎           | 福多潤 高橋英俊           | 松浦里美 桂正三 村司晃英  | つなきあき                |
| act.10                                 | 罪の代償                  | 大知慶一郎                | 長尾粛                    | 長尾粛                    | 井上義勝 渡辺奈月         | 藤岡真紀                  |
| act.11                                 | セレスティザムに眠れ      | 加藤陽一                  | 川島宏                    | 布施康之                  | 児玉亮                    | つなきあき                |
| act.12                                 | 天空（そら）へ…           | 山田由香                  | 山本三輪子                | 岩田義彦                  | 飯飼一幸                  | 藤岡真紀 つなきあき       |
| act.13                                 | 永遠のアルカディア        | 山田由香                  | 井硲清高 片貝慎           | 井硲清高                  | 手島典子 西村理恵         | 藤岡真紀 つなきあき       |

### 放送局
| 放送地域       | 放送局         | 放送期間                | 放送日時           | 放送区分       | 備考             |
| -------------- | -------------- | ----------------------- | ------------------ | -------------- | ---------------- |
| 関東広域圏     | テレビ東京     | 2008年4月6日 - 9月28日  | 日曜 26:00 - 26:30 | テレビ東京系列 |                  |
| 愛知県         | テレビ愛知     | 2008年4月7日 - 9月29日  | 月曜 27:05 - 27:35 | テレビ東京系列 |                  |
| 福岡県         | TVQ九州放送    | 2008年4月8日 - 9月30日  | 火曜 26:23 - 26:53 | テレビ東京系列 |                  |
| 岡山県・香川県 | テレビせとうち | 2008年4月9日 - 10月1日  | 水曜 25:18 - 25:48 | テレビ東京系列 |                  |
| 日本全域       | AT-X           | 2008年4月11日 - 10月3日 | 金曜 10:00 - 10:30 | CS放送         | リピート放送あり |
| 大阪府         | テレビ大阪     | 2008年4月11日 - 10月3日 | 金曜 27:35 - 28:05 | テレビ東京系列 |                  |
| 北海道         | テレビ北海道   | 2008年4月15日 - 10月7日 | 火曜 26:00 - 26:30 | テレビ東京系列 |                  |

#### 特別番組
2008年4月4日にAT-Xで、放送直前特番として『アニメ女子部 春の番外編 〜ネオ アンジェリーク Abyss 放送直前SP〜』が放送された。主な内容は、東京国際アニメフェア2008での声優ステージや、本編の見どころなど。

## インターネットラジオ
『ネオ アンジェリーク Abyss 〜陽だまり邸へようこそ〜』
- パーソナリティ：小野大輔（ヒュウガ役）、平川大輔（ベルナール役）
- 配信サイト：ランティスWebラジオ
- 配信期間：2008年3月21日 - 10月17日

### 主題歌（ラジオ）
オープニングテーマ「SUNSHINE PARTY」
作詞 - こだまさおり / 作曲・編曲 - 山口朗彦 / 歌 - *HB*[ヒューベル]（小野大輔・平川大輔）
エンディングテーマ「PROUD YOU」
作詞 - こだまさおり / 作曲 - 和田耕平 / 編曲 - 松井望 / 歌 - *HB*[ヒューベル]（小野大輔・平川大輔）

### ゲスト
- 第5回：高橋広樹（レイン役）
- 第10回：小野坂昌也（ジェイド役）
- 第13回：大川透（ニクス役）

## 関連商品

### 書籍
コミックス
- ネオ アンジェリーク（著：梶山ミカ、角川書店「月刊Asuka」連載、あすかコミックスDX）
  1. ISBN 4-04-853982-5（2006年8月）
  2. ISBN 978-4-04-854071-1（2007年2月）
  3. ISBN 978-4-04-854112-1（2007年7月）
  4. ISBN 978-4-04-854140-4（2007年12月）
  5. ISBN 978-4-04-854231-9（2008年9月）

小説
- ネオ アンジェリーク (1) 女王の翼（著：藤咲あゆな、画：梶山ミカ、GAMECITY文庫）
- ネオ アンジェリーク (2) 崩壊の序曲（著：藤咲あゆな、画：梶山ミカ、GAMECITY文庫）
- ネオ アンジェリーク (3) 天使の選択（著：藤咲あゆな、画：梶山ミカ、GAMECITY文庫）

攻略本、その他
- ネオ アンジェリーク オフィシャルガイド
- ネオ アンジェリーク コンプリートガイド 上・下
- コミック ネオ アンジェリーク カーニバル 1 - 3
- ネオ アンジェリーク メモリアルブック
- ネオ アンジェリーク Special コンプリートガイド

### CD
- コーエーより発売
  - ネオ アンジェリーク 〜Silent Doll〜（ドラマCD）
  - ネオ アンジェリーク 〜My First Lady〜（ヴォーカルCD）
  - ネオ アンジェリーク 〜Sunshine Melody〜（サウンドトラックCD）
  - ネオ アンジェリーク 〜Romantic Gift〜（バラエティCD）
  - ネオ アンジェリーク 〜たそがれの騎士〜（ミニアルバム）
  - ネオ アンジェリーク 〜あかつきの天使〜（ミニアルバム）
  - ネオ アンジェリーク 〜sincerely〜（ヴォーカルCD）
  - ネオ アンジェリーク Special 軌跡 〜the brilliant days（ヴォーカルCD）
  - ネオ アンジェリーク Special 〜gold note〜（ヴォーカルCD）
  - ネオ アンジェリーク Special 〜silver tone〜（ヴォーカルCD）
  - ネオ アンジェリーク Special 〜platinum harmony〜（ヴォーカルCD）
- コーエーテクモゲームスより発売
  - ネオ アンジェリーク ヴォーカルコンプリートBOX
- ランティスより発売
  - ラジオ ネオ アンジェリーク Abyss 〜陽だまり邸へようこそ〜 主題歌「SUNSHINE PARTY」 / *HB* [ヒューベル]（小野大輔・平川大輔）
  - ラジオ ネオ アンジェリーク Abyss 〜陽だまり邸へようこそ〜 ラジオCD vol.1「First Gift」
  - ラジオ ネオ アンジェリーク Abyss 〜陽だまり邸へようこそ〜 ラジオCD vol.2「Second Gift」
  - ネオ アンジェリーク Abyss CHARACTER SONGS SCENE 01 レイン・エレンフリート
  - ネオ アンジェリーク Abyss CHARACTER SONGS SCENE 02 ベルナール・ロシュ
  - ネオ アンジェリーク Abyss CHARACTER SONGS SCENE 03 ジェイド・ジェット
  - ネオ アンジェリーク Abyss CHARACTER SONGS SCENE 04 ルネ・マティアス
  - ネオ アンジェリーク Abyss CHARACTER SONGS SCENE 05 ニクス・ヒュウガ
  - ネオ アンジェリーク Abyss -Second Age- オリジナルサウンドトラック「Symphony Abyss」
  - ネオ アンジェリーク Abyss バラエティーCD vol.1 アルカディア パラダイス
  - ネオ アンジェリーク Abyss バラエティーCD Vol.2 アルカディア パラダイス2
  - ネオ アンジェリーク Abyss キャラクターソングベストアルバム

### DVD
- ライブビデオ ネオロマンス♥フェスタ ネオ アンジェリーク 大陸祭典
- ライブビデオ ネオロマンス15周年Special ネオロマンス♥ライヴ 〜アンジェリーク&ネオ アンジェリーク〜
- ネオ アンジェリーク Special 大陸祭日